# Jogos Indígenas da América do Norte
Os Jogos Indígenas da América do Norte são um evento multi desportivo envolvendo atletas indígenas norte-americanos encenado intermitentemente desde 1990. Os jogos são geridos pelo Conselho Native American Sports, Inc., uma organização sem fins lucrativos membro do Comité Olímpico Estados Unidos.
Os primeiros Jogos Indígenas foram realizadas em 1990 em Edmonton, Alberta, seguido de Jogos em Prince Albert, Saskatchewan, em 1993, Blaine, Minnesota, em 1995, Victoria, British Columbia, em 1997, e Winnipeg, Manitoba, em 2002. Os Jogos Indígenas 2006 foram realizadas entre Julho de 2 e 8 de julho de 2006, em Denver, Colorado. Jogos de 2008 teve lugar em Duncan, British Columbia. Os jogos 2011 vai ser realizada em Milwaukee, Wisconsin.
Cerca de 10.000 atletas dos Estados Unidos e Canadá participaram nos Jogos 2006, com mais de 1.000 tribos representadas. Além de eventos esportivos, os Jogos incluiu um desfile e uma variedade de performances culturais. A abertura foi realizada no Invesco Field em Mile High e cerimônias de encerramento foi realizada no Parque Skyline.
Medalhas de ouro, prata e bronze  foram entregues em dezesseis esportes:
- Tiro com arco
- Badminton
- Basquete
- Beisebol
- Boxe
- Canoagem
- Golfe
- Lacrosse
- Tiro com fuzil
- Futebol
- Softbol
- Natação
- Tae Kwon Do
- Voleibol
- Lutas